# Trofeo Alfredo Binda-Comune di Cittiglio
El Trofeo Alfredo Binda-Comune di Cittiglio es una carrera ciclista femenina de un día italiana que se disputa en Cittiglio y sus alrededores en la provincia de Varese, a finales del mes de marzo o principios de abril. Toma su nombre de Alfredo Binda ciclista destacado de los años 1920 y 1930.
Se creó en 1974 siendo la carrera ciclista femenina con más ediciones al solo no disputarse en 1997 y 1998. Desde su creación la mayoría de sus ediciones fueron amateur por ello la mayoría de ganadoras han sido italianas. En el 2000 comenzaron a participar corredoras profesionales de primer nivel, hasta que en el 2007 subió al profesionalismo en la categoría 1.1. En el año 2008 entró a formar parte de la Copa del Mundo femenina y desde 2016 forma parte del UCI Women's World Tour creado ese año.
Tiene un trazado aproximado de entre 120 y 130 km.
Está organizada por Cycling Sport Promotion presidida por Mario Minervino.

## Palmarés
| Año                                    | Ganador                | Segundo                | Tercero               |           |
| -------------------------------------- | ---------------------- | ---------------------- | --------------------- | --------- |
| ediciones amateur                      |                        |                        |                       |           |
| 1974                                   | Giuseppina Micheloni   |                        |                       |           |
| 1975                                   | Nicolle Van Den Broeck |                        |                       |           |
| 1976                                   | Morena Tartagni        |                        |                       |           |
| 1977                                   | Nicoletta Castelli     |                        |                       |           |
| 1978                                   | Emanuela Menuzzo       |                        |                       |           |
| 1979                                   | Anna Morlacchi         |                        |                       |           |
| 1980                                   | Francesca Galli        |                        |                       |           |
| 1981                                   | Emanuela Menuzzo       |                        |                       |           |
| 1982                                   | Lucia Pizzolotto       |                        |                       |           |
| 1983                                   | Michela Tomasi         |                        |                       |           |
| 1984                                   | Maria Canins           |                        |                       |           |
| 1985                                   | Silvia Conti           |                        |                       |           |
| 1986                                   | Stefania Carmine       |                        |                       |           |
| 1987                                   | Rossella Galbiati      |                        |                       |           |
| 1988                                   | Elisabetta Fanton      |                        |                       |           |
| 1989                                   | Elisabetta Fanton      |                        |                       |           |
| 1990                                   | Maria Canins           |                        |                       |           |
| 1991                                   | Maria Paola Turcutto   |                        |                       |           |
| 1992                                   | Maria Canins           | Maria Paola Turcutto   | Mara Calliope         |           |
| 1993                                   | Roberta Ferrero        | Mara Calliope          | Lucia Pizzolotto      |           |
| 1994                                   | Fabiana Luperini       | Lucia Pizzolotto       | Katia Longhin         |           |
| 1995                                   | Valeria Cappellotto    | Alessandra Cappellotto | Imelda Chiappa        |           |
| 1996                                   | Valeria Cappellotto    | Imelda Chiappa         | Diana Žiliūtė         |           |
| En 1997 y 1998 no se disputó la prueba |                        |                        |                       |           |
| 1999                                   | Fany Lecourtois        | Mari Holden            | Pia Sundstedt         |           |
| ediciones profesionales                |                        |                        |                       |           |
| 2000                                   | Fabiana Luperini       | Pia Sundstedt          | Fany Lecourtois       |           |
| 2001                                   | Nicole Brändli         | Noemi Cantele          | Diana Žiliūtė         |           |
| 2002                                   | Swetlana Bubnenkowa    | Regina Schleicher      | Zinaida Stahurskaya   |           |
| 2003                                   | Diana Žiliūtė          | Valentyna Karpenko     | Alison Wright         |           |
| 2004                                   | Oenone Wood            | Olivia Gollan          | Noemi Cantele         |           |
| 2005                                   | Nicole Cooke           | Katia Longhin          | Miho Oki              |           |
| 2006                                   | Regina Schleicher      | Diana Žiliūtė          | Katia Longhin         |           |
| 2007                                   | Nicole Cooke           | Giorgia Bronzini       | Martina Corazza       |           |
| 2008                                   | Emma Pooley            | Suzanne de Goede       | Diana Žiliūtė         |           |
| 2009                                   | Marianne Vos           | Emma Johansson         | Kristin Armstrong     |           |
| 2010                                   | Marianne Vos           | Martine Bras           | Emma Johansson        |           |
| 2011                                   | Emma Pooley            | Emma Johansson         | Annemiek van Vleuten  |           |
| 2012                                   | Marianne Vos           | Tatiana Guderzo        | Trixi Worrack         |           |
| 2013                                   | Elisa Longo Borghini   | Emma Johansson         | Ellen van Dijk        |           |
| 2014                                   | Emma Johansson         | Lizzie Armitstead      | Alena Amialiusik      |           |
| 2015                                   | Lizzie Armitstead      | Pauline Ferrand-Prévot | Anna van der Breggen  |           |
| 2016                                   | Lizzie Armitstead      | Megan Guarnier         | Jolanda Neff          |           |
| 2017                                   | Coryn Rivera           | Arlenis Sierra         | Cecilie Uttrup Ludwig |           |
| 2018                                   | Katarzyna Niewiadoma   | Chantal Blaak          | Marianne Vos          |           |
| 2019                                   | Marianne Vos           | Amanda Spratt          | Cecilie Uttrup Ludwig |           |
| 2020                                   | cancelada              | cancelada              | cancelada             | cancelada |
| 2021                                   | Elisa Longo Borghini   | Marianne Vos           | Cecilie Uttrup Ludwig |           |
| 2022                                   | Elisa Balsamo          | Sofia Bertizzolo       | Soraya Paladin        |           |
| 2023                                   | Shirin van Anrooij     | Elisa Balsamo          | Vittoria Guazzini     |           |
| 2024                                   | Elisa Balsamo          | Lotte Kopecky          | Puck Pieterse         |           |
| 2025                                   | Elisa Balsamo          | Kata Blanka Vas        | Cat Ferguson          |           |

## Palmarés por países
| País           | Victorias |
| -------------- | --------- |
| Italia         | 28        |
| Reino Unido    | 6         |
| Países Bajos   | 5         |
| Bélgica        | 1         |
| Francia        | 1         |
| Suiza          | 1         |
| Rusia          | 1         |
| Lituania       | 1         |
| Australia      | 1         |
| Alemania       | 1         |
| Suecia         | 1         |
| Estados Unidos | 1         |
| Polonia        | 1         |